# Rudsjö-Räbbvattnet
Rudsjö-Räbbvattnet är en sjö i Strömsunds kommun i Ångermanland och ingår i Ångermanälvens huvudavrinningsområde. Sjön har en area på 0,367 kvadratkilometer och ligger 336 meter över havet. Sjön avvattnas av vattendraget Räbbvattenbäcken.

## Delavrinningsområde
Rudsjö-Räbbvattnet ingår i det delavrinningsområde (709162-150883) som SMHI kallar för Mynnar i Nagasjön. Medelhöjden är 338 meter över havet och ytan är 13,41 kvadratkilometer. Det finns inga avrinningsområden uppströms utan avrinningsområdet är högsta punkten. Räbbvattenbäcken som avvattnar avrinningsområdet har biflödesordning 4, vilket innebär att vattnet flödar genom totalt 4 vattendrag innan det når havet efter 171 kilometer. Avrinningsområdet består mestadels av skog (85 procent). Avrinningsområdet har 0,53 kvadratkilometer vattenytor vilket ger det en sjöprocent på 4 procent.